# 비틀즈 라디오
《조PD의 비틀즈 라디오》는 MBC 표준FM에서 매일 새벽 2시부터 새벽 3시까지 조정선 PD의 진행으로 방송했던 라디오 프로그램이다. 원래는 MBC FM4U에서 방송됐으나, 2019년 4월 2일부터 MBC 표준FM으로 채널을 이관하여 방송되다가, 2020년 5월 10일 방송을 마지막으로 2년 만에 폐지되었다. 2018년 9월 3일 열린 제45회 대한민국방송대상에서 라디오 음악구성 부문에 수상한 바 있다.

## 같이 보기
- MBC
- MBC 표준FM